# 日純 (大石寺)
日純（にちじゅん、1736年（元文元年） - 1801年9月7日（享和元年7月30日））は、大石寺第39世法主。

## 略歴
- 1736年（元文元年）、武蔵国青梅に誕生。
- 1776年（安永5年）11月23日、江戸常泉寺の住職を務める。
- 1785年（天明5年）春、大石寺20代学頭となる。4月8日、母妙了日悦卒。6月1日、37世日琫より法の付嘱を受け、39世日純として登座。
- 1786年（天明6年）秋、10代将軍徳川家治他界のため江戸に下向し納経拝礼。日純退隠し日琫再往。
- 1787年（天明7年）2月、寿命坊に住し下之坊を修復す。9月23日、父了遠日松卒。
- 1788年（天明8年）春、富士下之坊に移る。
- 1801年（享和元年）7月30日、66歳で遷化（死去）した。

| 先代 日泰 | 大石寺住職一覧 | 次代 日任 |